# 113. Infanterie-Division (Wehrmacht)
Die 113. Infanterie-Division war ein Großverband des Heeres der deutschen Wehrmacht im Zweiten Weltkrieg.

## Geschichte

### Aufstellung
Die 113. Infanterie-Division wurde am 10. Dezember 1940 in Grafenwöhr im Wehrkreis XIII (Nürnberg) als Division der 12. Aufstellungswelle aufgestellt. Zwei Drittel der Truppenstärke waren Abgaben von bestehenden Verbänden, der Rest neu eingezogene Rekruten und Reservisten. Die Ausstattung mit Transportmitteln und Waffen bestand zum Teil aus erbeuteten französischen Beständen.

### Unternehmen Barbarossa
Ab 23. Juni 1941 wurde sie als Heeresreserve im Bahntransport nach Lemberg verlegt. In Gewaltmärschen zog die Division hinter der Front her. Am 16. Juli wurde die Leibstandarte SS Adolf Hitler am Nordflügel der 6. Armee abgelöst. Bis 9. August kämpfte die Division im Raum Korosten. 

### Kiew 1941
Während der Schlacht um Kiew wurde am 29. August der Dnepr überquert und nach Süden angegriffen. 

### Besatzungstruppe Kiew
Vom 27. September bis 6. Oktober war die inzwischen stark angeschlagene Division als Besatzungstruppe in Kiew eingesetzt und wurde danach auf den Balkan verlegt.

### Verlegung auf den Balkan
Ab 18. November 1941 war die Division in Serbien versammelt und wurde zur Partisanenbekämpfung eingesetzt. Aufgrund der sowjetischen Winteroffensive traf jedoch bereits an Weihnachten der Befehl zur Rückverlegung an die Ostfront ein.

### Ostfront 1942
Die ab 30. Januar an der südlichen Ostfront eintreffenden Divisionseinheiten wurden bei meterhohem Schnee sofort einzeln in den Kampf geworfen, um den sowjetischen Einbruch bei Isjum abzuriegeln. Bis Ende März, als Tauwetter einsetzte, konnten die Stellungen im Verbund mit rumänischen Einheiten gehalten werden. 

### Auffrischung 1942
Ende April erfolgte dann eine frontnahe Auffrischung.
Als der Sowjetmarschall Timoschenko am 12. Mai eine Offensive zur Abschnürung Charkows und der Dnepr-Übergänge startete, wurde die Division ins Zentrum des südlichen sowjetischen Zangenarms geworfen. Unter schweren Verlusten konnte sich die 113. Infanterie-Division solange behaupten, bis die sowjetischen Angriffstruppen durch einen Angriff der 1. Panzerarmee im Süden von ihren Verbindungen abgeschnitten waren. 

### Offensive 1942
Ab 11. Juni wurde im Rahmen der Operation „Blau“, dem Beginn der deutschen Sommeroffensive, Woltschansk erobert. Danach wurde in langen Märschen bei sommerlicher Hitze der Don-Bogen erreicht und bis 21. September ein dort befindlicher sowjetischer Brückenkopf beseitigt. 

### Stalingrad
Später rückte die Division weiter nach Osten und bezog mitten in der Steppe die „Nordriegelstellung“ von Stalingrad. Als Stalingrad am 22. November 1942 eingeschlossen wurde, stellte die Division eine Kampfgruppe zum Aufbau der Südwestfront des Kessels zusammen. 

### Vernichtung
Am 10. Januar 1943 wurde die „Nordriegelstellung“ überrannt. Lediglich Reste der Division kämpften sich nach Osten auf den nördlichen Stadtrand von Stalingrad zurück. Am 2. Februar hörte der letzte Widerstand auf, und die wenigen Überlebenden, darunter der Kommandeur Generalleutnant Hans-Heinrich Sixt von Armin, gerieten in Gefangenschaft.

### Wiederaufstellung 1943
Ab Februar 1943 wurden zurückgekehrte Urlauber, Genesene und außerhalb des Kessels verbliebene rückwärtige Teile im Raum nördlich von Stalino versammelt, um die befohlene Neuaufstellung vorzubereiten. 

#### Verlegung nach Frankreich
Aufgrund des sowjetischen Vordringens musste nach Dnepropetrowsk zurückverlegt werden, wo die etwa 1000 gesammelten Divisionsangehörigen nach Frankreich abtransportiert wurden. 

#### Aufstellung in Frankreich
Die neue 113. Infanterie-Division wurde an der Atlantikküste durch Personalabgaben der Luftwaffe und des Ersatzheeres gebildet. 

### Besatzungstruppe Frankreich
Ab 1. Juni 1943 wurde ins Hinterland verlegt, wo Verbandsausbildung und auch Strafaktionen gegen französische Partisanen durchgeführt wurden. 

### Verlegung an die Ostfront
Am 20. Juli begannen die ersten Eisenbahntransporte zum erneuten Einsatz an der Ostfront.

### Rschew 1943
Die 113. Infanterie-Division hatte ab 27. Juli einen Abschnitt der „Büffelstellung“ (→ Schlacht von Rschew) bei der Heeresgruppe Mitte zu übernehmen. Am 7. August wurde der Divisionsabschnitt angegriffen. Die größtenteils unerfahrenen Soldaten der Division wichen teilweise panikartig zurück, so dass die abgekämpfte 18. Panzergrenadier-Division zur Bereinigung der Lage zugeführt werden musste. 

### Vernichtung
In den folgenden Kämpfen erlitt die Division weiterhin hohe Verluste und wurden dann meist den Nachbardivisionen unterstellt. 

### Verwendung der Reste der Division
Aufgrund des niedrigen Kampfwertes wurde die 113. Infanterie-Division am 2. November 1943 aufgelöst und aufgeteilt. Eine Divisionsgruppe 113 bestand noch bis Juli 1944 im Rahmen der 337. Infanterie-Division.

## Kommandeure
- Generalmajor Ernst Günzel (ab 10. Dezember 1940)
- Generalleutnant Friedrich Zickwolff (ab 5. Juni 1941)
- Generalleutnant Hans-Heinrich Sixt von Armin (2. Juni 1942 bis 2. Februar 1943)
- Generalmajor Friedrich-Wilhelm Prüter (15. März bis 2. November 1943)

## Gliederung
- Infanterie-Regiment 260
- Infanterie-Regiment 261
- Infanterie-Regiment 268
- Artillerie-Regiment 113
- Divisionseinheiten 113